# Memorias de Idhún III: Panteón
Memorias de Idhún III: Panteón es la tercera parte de la conocida trilogía Memorias de Idhún de la escritora valenciana, Laura Gallego García. Fue publicado el 14 de octubre de 2006 por la Editorial SM. Este volumen tan esperado por los fanes es la pieza clave de la trilogía idhunita, en él se narra qué destino espera a los personajes y al mundo de Idhún.
En 2017 se anunció que Movistar+ haría una serie basada en la saga Memorias de Idhún.

## Argumento
El panorama ha cambiado totalmente en Idhún. Tras la Batalla de Awa, los sheks que sobrevivieron han huido a las montañas para recuperarse del mazazo recibido (salvo el pequeño grupo encabezado por Ziessel, que cruzó la Puerta dimensional hacia La Tierra). Ashran el Nigromante ha muerto y la Torre de Drackwen ha quedado en ruinas. En la Torre de Kazlunn, el último unicornio agoniza. 
Después de que su cuerno fuera extirpado, Victoria está al borde de la muerte. Sin embargo, acaba recuperándose, y se va a la Tierra con Kirtash (también llamado Christian) para vivir en su ático de Nueva York y protegerse de todos los peligros que los acechan; sin embargo Jack se queda en Idhún para investigar una serie de extraños sucesos que están teniendo lugar en el planeta: una serie de misteriosos terremotos han obligado a los gigantes a exiliarse de Nanhai, rumbo al sur; un tornado devasta la región de Celestia; una ola gigante se estrella contra las costas del reino de Nanetten... No tardan en darse cuenta de que los dioses han llegado a Idhún, y están arrasando todo a su paso. Su misión es buscar al Séptimo, cuya esencia huyó del cuerpo de Ashran el Nigromante y ahora se aloja en el de la feérica Gerde.
Mientras tanto, el hada intenta crear un mundo paralelo a Idhún en el que puedan vivir los sheks. Kirtash está colaborando con ella, lo que hace que muchos duden de su lealtad. Además, Alsan es rescatado de su exilio autoimpuesto y, tras aliarse con Gaedalu, la Madre Venerable de la Iglesia de las Tres Lunas, intenta recuperar el trono de Vanissar. El problema es que para controlar su parte bestial utiliza un regalo de la Madre Venerable, un brazalete con la extraña Piedra de Erea, que hace que su temperamento sea cada vez más intransigente e irascible, ya que reprime lo sobrenatural de su naturaleza animal.
Victoria está embarazada y la posibilidad que el bebé sea de Kirtash pone muchos problemas a Victoria y  Jack. El hijo resulta ser de Jack y le ponen por nombre Erik. Tras la batalla conocida como la de los 7 dioses, Jack, Victoria, Erik y Christian se mudan como una familia a Celestia (aunque Christian no pase mucho tiempo en casa), ocultos pues el ejército de Nuevos Dragones está en búsqueda del último shek de Idhún, Kirtash.
Al final, Jack, Victoria y Erik tienen que exiliarse a la Tierra, pues nace Eva (hija del shek, nieta de Ashran) y allí se reunirán con Christian.

## Traducción
- Idioma: Catalán
  - Título: Memòries d'Idhun III. Panteón
  - Editorial: Cruïlla
  - Traductor: Enric Tudó i Rialp
  - Diseño de cubierta: Alfonso Ruano y Pablo Núñez / Marcelo Pérez
  - Fecha de publicación: octubre de 2006

- Idioma: alemán
  - Título: Geheime Welt Idhún. Der Krieg der Götter
  - Editorial: DTV - Junior
  - Traductora: Ilse Layer
  - Diseño de cubierta: Alfonso Ruano y Pablo Núñez
  - Fecha de publicación: abril de 2008

- Idioma: Portugués
  - Título: Memórias de Idhún. Livro 4: A Hecatombe, y Memórias de Idhún. Livro 5: A Génesis.
  - Editorial: Arte Plural Ediçoes
  - Traductora: Cristina Vaz
  - Ilustración de cubierta: Marcelo Pérez
  - Fecha de publicación: 2008